# Låglands-Kaukasuslinjen

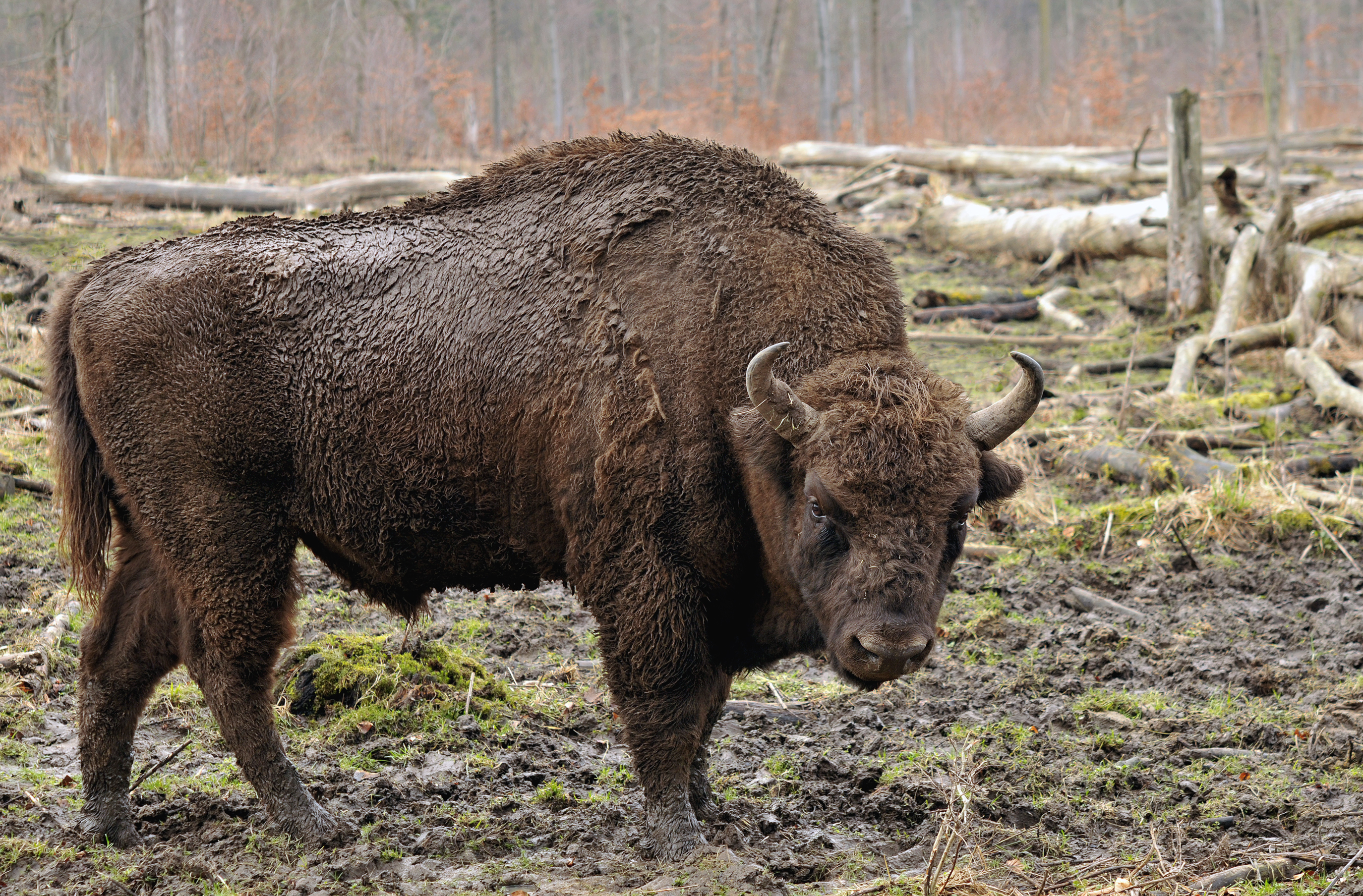
Visenttjur från Låglands-Kaukasuslinjen i Wisentgehegene Springe i Tyskland

Låglands-Kaukasuslinjen är en avelslinje för visent av underarten Bison bonasus caucasicus.
Internationella ansträngningar att hindra utrotning av arten visent började organiseras 1923 efter den första internationella konferensen i Paris, grundandet av Internationale Gesellschaft zur Erhaltung des Wisents i Berlin och insamlandet av uppgifter till det som skulle bli Visentstamboken (European Bison Pedigree Book), med en första upplaga 1932. Det konstaterades 1925 att det bara fanns 54 överlevande individer av arten Bison bonasus och att dessa härstammade från 12 förfäder ("grundare"). Bland dessa fanns två på Skansen: tjuren "Bill" och kon "Bilma".
Tidiga avelscentra var Skansen, där den första kalven, "Billa", föddes 1918, visenthägnet vid Långsjön i Sverige från 1924 med djur från Skansen (vilket senare skulle bli Avesta visentpark), vilthägnet på slottet Boitzenburg i Brandenburg samt Wisentgehegene Springe i Niedersachsen i Tyskland från 1928. 
Vid denna tidpunkt var det svårt att anskaffa renrasiga visenter för att grunda och vidareutveckla hjordar. Därför skedde de första avelsförsöken ofta med korsningar med avkomlingar från bergsvisenttjuren Kaukasus och med från USA importerade bison. Av dessa korsningar accepterades Kaukasus avkomlingar för fortsatt avel av det under 1920- och 1930-talen auktoritativa organet Internationale Gesellschaft zur Erhaltung des Wisents och benämndes Låglands-Kaukasuslinjen. Individerna medtogs också i de kontinuerligt utgivna upplagorna av Visentstamboken.
Tjuren Kaukasus, som är en av de tolv "grundarna" till dagens visenter efter Låglands-Kaukasuslinjen, dog 1925, men han hade avlat kalvar med låglandsvisentkor både i Berlins Zoo och från 1922 i vilthägnet på slottet Boitzenburg i Brandenburg i Tyskland. Alla djur efter Låglands-Kaukasuslinjen härstammar från honom.

## Antal
År 2012 var antalet visenter av Låglands-Kaukasuslinjen, jämfört med 2.376 av Låglandslinjen.